# جوباينا رالستون
جوباينا رالستون (بالإنجليزية: Jobyna Ralston)‏ هي ممثلة أمريكية، ولدت في 21 نوفمبر 1899 بساوث بيتسبورغ في الولايات المتحدة، وتوفيت في 22 يناير 1967 في الولايات المتحدة بسبب ذات الرئة.

## أعمال

### أفلام
- (1925) الطالب الجديد
- (1927) أجنحة

## وصلات خارجية
- جوباينا رالستون على موقع IMDb (الإنجليزية)
- جوباينا رالستون على موقع ألو سيني (الفرنسية)
- جوباينا رالستون على موقع أول موفي (الإنجليزية)
- جوباينا رالستون على موقع قاعدة بيانات برودواي على الإنترنت (الإنجليزية)
- جوباينا رالستون على موقع قاعدة بيانات الأفلام السويدية (السويدية)
- جوباينا رالستون على موقع إن إن دي بي (الإنجليزية)
- جوباينا رالستون على موقع قاعدة بيانات الفيلم (الإنجليزية)
- جوباينا رالستون على موقع كينوبويسك (الروسية)